# Eutelia hamilatrix
Eutelia hamilatrix là một loài bướm đêm trong họ Noctuidae.